# Lutych–Bastogne–Lutych 2021
107. ročník jednodenního cyklistického závodu Lutych–Bastogne–Lutych se konal 25. dubna 2021. Vítězem se stal Slovinec Tadej Pogačar z týmu UAE Team Emirates. Na druhém a třetím místě se umístili Francouzi Julian Alaphilippe (Deceuninck–Quick-Step) a David Gaudu (Groupama–FDJ).

## Týmy
Závodu se zúčastnilo celkem 25 týmů. Všech 19 UCI WorldTeamů bylo pozváno automaticky a muselo se zúčastnit závodu. Společně s šesti UCI ProTeamy tak utvořili startovní peloton složený z 25 týmů.

### UCI WorldTeamy
- AG2R Citroën Team
- Astana Premier Tech
- Bora–Hansgrohe
- Cofidis
- Deceuninck–Quick-Step
- EF Education–Nippo
- Groupama–FDJ
- Ineos Grenadiers
- Intermarché–Wanty–Gobert Matériaux
- Israel Start-Up Nation
- Lotto–Soudal
- Movistar Team
- Team Bahrain Victorious
- Team BikeExchange
- Team DSM
- Team Jumbo–Visma
- Team Qhubeka Assos
- Trek–Segafredo
- UAE Team Emirates

### UCI ProTeamy
- Alpecin–Fenix
- Arkéa–Samsic
- Bingoal Pauwels Sauces WB
- Gazprom–RusVelo
- Sport Vlaanderen–Baloise
- Total Direct Énergie

## Výsledky
| Pořadí | Jezdec                      | Tým                     | Čas        |
| ------ | --------------------------- | ----------------------- | ---------- |
| 1      | Tadej Pogačar (SLO)         | UAE Team Emirates       | 6h 39’ 26” |
| 2      | Julian Alaphilippe (FRA)    | Deceuninck–Quick-Step   | + 0”       |
| 3      | David Gaudu (FRA)           | Groupama–FDJ            | + 0”       |
| 4      | Alejandro Valverde (ESP)    | Movistar Team           | + 0”       |
| 5      | Michael Woods (CAN)         | Israel Start-Up Nation  | + 0”       |
| 6      | Marc Hirschi (SUI)          | UAE Team Emirates       | + 7”       |
| 7      | Tiesj Benoot (BEL)          | Team DSM                | + 7”       |
| 8      | Bauke Mollema (NED)         | Trek–Segafredo          | + 7”       |
| 9      | Maximilian Schachmann (GER) | Bora–Hansgrohe          | + 9”       |
| 10     | Matej Mohorič (SLO)         | Team Bahrain Victorious | + 9”       |